# Wilnsdorf
Wilnsdorf település Németországban, azon belül Észak-Rajna-Vesztfália tartományban. Lakosainak száma 19 942 fő (2023. december 31.). Wilnsdorf Netphen községgel határos.

## Népesség
A település népességének változása:
| Lakosok száma | 17 689 | 20 512 | 20 244 | 20 088 | 19 762 | 19 793 | 19 942 |
|               | 1975   | 2015   | 2017   | 2019   | 2021   | 2022   | 2023   |